# Shiitake
Der Shiitake oder Shii-Take (Lentinula edodes, syn. Lentinus edodes; chinesisch 冬菇, Pinyin dōnggū, als Ad-hoc-Umschrift Tung Koo oder alternativ als 香菇,  xiānggū / 花菇,  huāgū, veraltet 椎茸,  zhuīróng, japanisch 椎茸ⓘ shiꜜitake) ist eine Pilzart aus der Familie der Omphalotaceae. Klassisch wurde er unter den Ritterlingsverwandten (Tricholomataceae) oder den Stielporlingsartigen (Polyporales) eingereiht. Der japanische Name Shiitake bedeutet Pilz (take – 茸), der am Pasania-Baum (shii – 椎) wächst; der Pilz wird im Deutschen daher auch Pasaniapilz genannt.
Er wird in der traditionellen chinesischen Medizin zu den wirksamsten Heilpilzen gezählt. Pharmakologisch wirksame Inhaltsstoffe wurden durch wissenschaftliche Studien belegt.

## Merkmale
Der Pilz besitzt einen hell- bis dunkelbraunen Hut und wächst auf verschiedenen Laubbäumen, vorzugsweise auf solchen mit hartem Holz. In China und Japan wird er schon seit langem angebaut, z. B. auf Buche, Eiche, Esskastanie, Ahorn, Walnuss und anderen. Die Lamellen laufen etwas am Stiel herab und sind glatt bis rau. Der Stiel ist meist in der Mitte des Hutes, kann aber auch etwas seitlich ansetzen. Der Hutrand ist im jungen Stadium noch nach innen eingerollt. Die Huthaut ist meist mit zarten Flocken bedeckt. In China wird der Shiitake dōnggū – 冬菇 – oder xiānggū – 香菇 – genannt, was mit „Pilz des Winters“ oder „duftender Pilz“ umschrieben werden kann und sich auf den feinen, pilzigen Wohlgeruch bezieht, den er im frischen bzw. insb. im getrockneten Zustand verströmt. Dagegen ist huāgū – 花菇, der König der Shiitakepilze. Er hat eine leicht dunkle Oberfläche (Pilzhut); der Pilzkörper, die „Oberseite des Kelchs“, ist mit Musterungen aus weißen Furchen überzogen, welche ihm seinen Namen gaben: „gemusterter (Shiitake-)Pilz“. Die „Unterseite des Kelchs“ (Pilzlamellen) ist leicht gelblich.

## Verbreitung

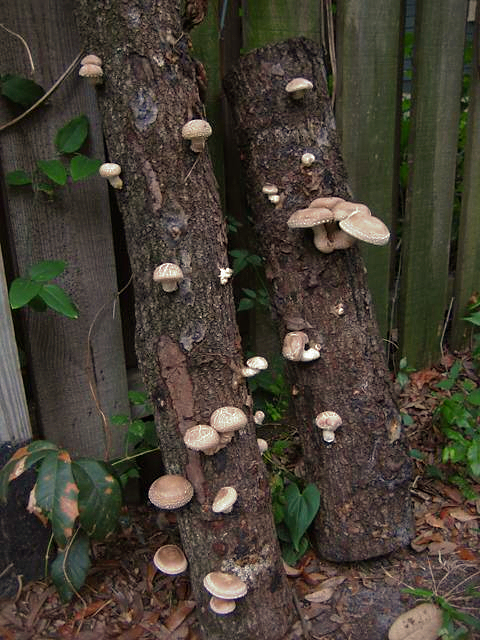
Shiitake – Lentinula edodes, 2011

In den Wäldern Chinas und Japans kommt er wildwachsend vor, doch stammen auch die dort auf dem Markt erhältlichen Pilze allesamt aus Zuchtbetrieben. Dazu werden traditionell Bäume in der Wachstumsphase dann gefällt, wenn die Nährstoffe unter der Rinde süßlich schmecken. Die frischen Schnittflächen der so gefällten Bäume bilden eine ideale Nahrungsgrundlage für die Sporen der Shiitakepilze. In Europa und Nordamerika kommt er in freier Natur nicht vor, wird aber auch hier in steigendem Maße kultiviert.

## Systematik
Die systematische Stellung des Shiitake war lange Zeit unklar. So wurde er mal in die Gattung der Sägeblättlinge (Lentinus) und damit in die Familie Stielporlingsverwandten (Polyporaceae) bzw. die Ordnung der Stielporlingsartigen (Polyporales) gestellt. Alternativ wurde er auch in eine eigene Gattung Lentinula gestellt und der Ordnung der Champignonartigen (Agaricales) zugeordnet, ein Schritt, der aktuell anerkannt ist. Die systematische Position innerhalb der Champignonartigen war aber lange Zeit nicht klar, bis genetische Studien hierbei halfen. Zunächst wurde die Gattung in die Familie der Schwindlingsverwandten (Marasmiaceae) gestellt. Später wurde anhand detaillierterer Stammbäume erkannt, dass die Gattung Lentinula der Familie der Omphalotaceae, welche das Schwestertaxon zu den Schwindlingsverwandten darstellt, angehört. Damit ist der Shiitake nahe mit den giftigen Ölbaumpilzen (Gattung Omphalotus), aber auch mit den Rüblingen i. w. S. (z. B. Gattungen Gymnopus und Rhodocollybia) und den Zwergschwindlingen (Gattung Marasmiellus) verwandt.

## Bedeutung

### Speisepilz
Nach dem Champignon ist Shiitake der meistangebaute Speisepilz überhaupt. In Ostasien ist der Shiitake die Nummer eins unter den angebauten Pilzen, auch in Russland ist er inzwischen sehr verbreitet. Im Wesentlichen gibt es auf dem Markt zwei Typen: den meistverkauften Donggu (冬菇,  Dōnggū,  Tongku, Synonym nach Ad-hoc-Umschrift auch Donko, Tonggu oder Tung Koo), ein dickfleischiger, fester Pilz mit kaum geöffnetem Hut, und den Koshin, ein dünnfleischiger Pilz mit weit geöffnetem Hut.
Shiitake besitzen die Geschmacksqualität umami. Umami entsteht durch das Vorhandensein von Glutamat und aktiviert spezielle Geschmacksrezeptoren auf der Zunge. Es ist mitbestimmend für den Geschmack von eiweißreichen Nahrungsmitteln wie Fleisch, Hülsenfrüchten und einigen Pilzen.
Die hauptsächlichen Aromastoffe, die auch für den rettichartigen Geruch verantwortlich sind, wurden als zyklische Schwefelverbindungen identifiziert: Lenthionin; 1, 2, 4, 5,- und 1, 2, 3, 5-Tetrathian, Trithiolan sowie die Aminosäure Eritadenin.
Vom Rohgenuss ist abzuraten, da der Shiitake hämagglutinierende (das Blut verklumpende) Lektine enthält, die jedoch beim Kochen zerstört werden.

### Allergieartige Hautreaktion
Ursprünglich galt die Empfehlung, bei der Verwendung von Frischpilzen möglichst eine Garzeit von zwanzig Minuten einzuhalten, da ansonsten in seltenen Fällen allergieartige Hautreaktionen (Shiitake-Dermatitis) auftreten könnten. Mittlerweile geht man davon aus, dass Lentinan (vermutlich der verantwortliche Wirkstoff für die Hautreaktionen) hitzebeständig ist und Shiitake-Dermatitis auch nach Verzehr gekochter und gebratener Pilze auftreten kann. Trotz der weltweit sehr häufigen Verwendung des Shiitake als Speisepilz sind bisher allerdings insbesondere in Deutschland nur relativ wenige Fälle von Shiitake-Dermatitis bekannt geworden.

### Pharmakologie
Der Shiitake enthält Wirkstoffe, denen verschiedene pharmakologische Eigenschaften größtenteils in Zellkultur zugeschrieben werden, so z. B.:
- EP3, ein Glykoprotein, das immunstimulierend wirken soll.[8]
- Eritadenin [4-(9-Adenyl)-D-erythro-2,3-dihydroxybuttersäure], eine Aminosäure, die den Cholesterinspiegel senken soll. Shiitake enthält davon 400–700 µg pro g Trockenmasse.[8]
- LEM (Akronym für L. edodes mycelia), ein Glykoprotein, das immunstimulierend und tumorhemmend wirken soll.[8]
- Lentinan, ein Polysaccharid, das immunstimulierend und antiviral wirken soll.[8] Lentinan steht jedoch im Verdacht, die Shiitake-Dermatitis auszulösen[13] (siehe oben).
- KS-2, ein Peptid-Polysaccharid-Komplex, das tumorhemmend gegen Sarcoma-180-Zelllinien und das Ehrlich-Karzinom wirken soll.[8]

Der Shiitake enthält zudem die Vitamine C, B1, B2, B12, D und Niacin.
Der Vitamin-B12-Gehalt getrockneter Shiitake-Fruchtkörper schwankt erheblich, er liegt durchschnittlich bei ca. 5,6 µg pro 100 g Trockenmasse. Die Schwankungen begründen sich damit, dass der Pilz das Vitamin nicht selbst herstellen kann, sondern aus der Umwelt aufnehmen muss. Als eigentliche Vitamin-Quelle werden B12-produzierende Bakterien vermutet, die mit dem Pilz in Kontakt kommen. Watanabe et al. schätzen ein, dass die Aufnahme von etwa 50 g getrockneter Shiitake-Fruchtkörper einen Vitamin-B12-Tagesbedarf für Erwachsene in Höhe von 2,4 μg decken könnte. Allerdings bewerten die Autoren die Aufnahme solch großer Mengen dieser Pilzfruchtkörper auf einer täglichen Basis als nicht praktikabel.
Die Vitamin D-Konzentration ist mit 22–110 µg pro 100 g Trockenmasse vergleichsweise hoch und kann durch Sonnen- oder UV-Strahlung noch erhöht werden.

### Volksmedizin
In Japan und China finden Shiitake als medizinische Speisen, bekannt als jap. Yakuzen – 薬膳, chin. Yàoshàn – 藥膳 / 药膳, wie andere Pilze und Gemüse eine gezielte Anwendung bei Entzündungen, Tumoren, Magenleiden, Kopfschmerz, Schwindelgefühlen, Leberzirrhose und Arteriosklerose. Häufigere Mahlzeiten mit Shiitake sollen die genannten Beschwerden lindern. Zu diesem Zweck werden die Pilze gekocht, gebraten oder gedünstet. Dazu gibt es gekochten Reis, Sushi oder Gemüse. Gewürzt wird das Ganze mit Miso, Sojasoße oder Tomatensoße.

### Geschichte
Shiitake wird seit Tausenden von Jahren in China und auch in Japan als Nahrungsmittel und als Medizin geschätzt. Der Shiitake war für die Menschen früher so wertvoll, dass er als Geschenk für Kaiser und Könige taugte: So sollen im Jahr 199 die Bewohner der japanischen Provinz Kyūshū dem damaligen Kaiser Chūai Shiitake als Geschenk dargebracht haben. Es gibt weit ältere chinesische Quellen über den Gebrauch von Shiitake.

## Kulturelle Bedeutung
Auch heute hat der Shiitake oder Dōnggū in Japan und China seinen hohen Wert in der Ernährung erhalten. Qualitativ wertvolle getrocknete Shiitake-Pilze gelten als Delikatesse und erzielen in den ostasiatischen Ländern – China, Südkorea, Japan – immer noch hohe Preise. Bei Familienbesuchen ist daher der getrocknete Pilz als Gastgeschenk oder Reisemitbringsel weiterhin unter Kennern – insbesondere bei traditionellen oder älteren Menschen – gern gesehen.

## Fußnote
1. ↑  „Tongu“ ist eine Falschschreibung von „Tonggu“.